# Tranzscheliella comburens
Tranzscheliella comburens är en svampart som först beskrevs av F. Ludw., och fick sitt nu gällande namn av Vánky & McKenzie 2002. Tranzscheliella comburens ingår i släktet Tranzscheliella och familjen Ustilaginaceae.   Inga underarter finns listade i Catalogue of Life.